# Assé-le-Bérenger
Pour les articles homonymes, voir Assé et Bérenger.
Assé-le-Bérenger est une commune française, située dans le département de la Mayenne en région Pays de la Loire, peuplée de 419 habitants.
La commune fait partie de la province historique du Maine, et se situe dans le Bas-Maine.

## Géographie

### Communes limitrophes
| Sainte-Gemmes-le-Robert | Saint-Georges-sur-Erve | Saint-Georges-sur-Erve |
| Évron                   | Assé-le-Bérenger       |                        |
| Évron                   | Voutré                 | Voutré                 |

### Climat
Pour des articles plus généraux, voir Climat des Pays de la Loire et Climat de la Mayenne.
En 2010, le climat de la commune est de type climat océanique altéré, selon une étude du CNRS s'appuyant sur une série de données couvrant la période 1971-2000. En 2020, Météo-France publie une typologie des climats de la France métropolitaine dans laquelle la commune est exposée à un climat océanique et est dans la région climatique Moyenne vallée de la Loire, caractérisée par une bonne insolation (1 850 h/an) et un été peu pluvieux.
Pour la période 1971-2000, la température annuelle moyenne est de 10,9 °C, avec une amplitude thermique annuelle de 13,8 °C. Le cumul annuel moyen de précipitations est de 763 mm, avec 13 jours de précipitations en janvier et 6,7 jours en juillet. Pour la période 1991-2020, la température moyenne annuelle observée sur la station météorologique de Météo-France la plus proche, sur la commune d'Évron à 6 km à vol d'oiseau, est de 11,7 °C et le cumul annuel moyen de précipitations est de 804,1 mm,. Pour l'avenir, les paramètres climatiques de la commune estimés pour 2050 selon différents scénarios d'émission de gaz à effet de serre sont consultables sur un site dédié publié par Météo-France en novembre 2022.

## Urbanisme

### Typologie
Au 1er janvier 2024, Assé-le-Bérenger est catégorisée commune rurale à habitat dispersé, selon la nouvelle grille communale de densité à sept niveaux définie par l'Insee en 2022.
Elle est située hors unité urbaine. Par ailleurs la commune fait partie de l'aire d'attraction d'Évron, dont elle est une commune de la couronne,. Cette aire, qui regroupe 18 communes, est catégorisée dans les aires de moins de 50 000 habitants,.

### Occupation des sols
L'occupation des sols de la commune, telle qu'elle ressort de la base de données européenne d’occupation biophysique des sols Corine Land Cover (CLC), est marquée par l'importance des territoires agricoles (87,3 % en 2018), en diminution par rapport à 1990 (92,7 %). La répartition détaillée en 2018 est la suivante : 
prairies (65,8 %), terres arables (14,7 %), forêts (10 %), zones agricoles hétérogènes (6,8 %), zones urbanisées (2,7 %). L'évolution de l’occupation des sols de la commune et de ses infrastructures peut être observée sur les différentes représentations cartographiques du territoire : la carte de Cassini (XVIIIe siècle), la carte d'état-major (1820-1866) et les cartes ou photos aériennes de l'IGN pour la période actuelle (1950 à aujourd'hui).

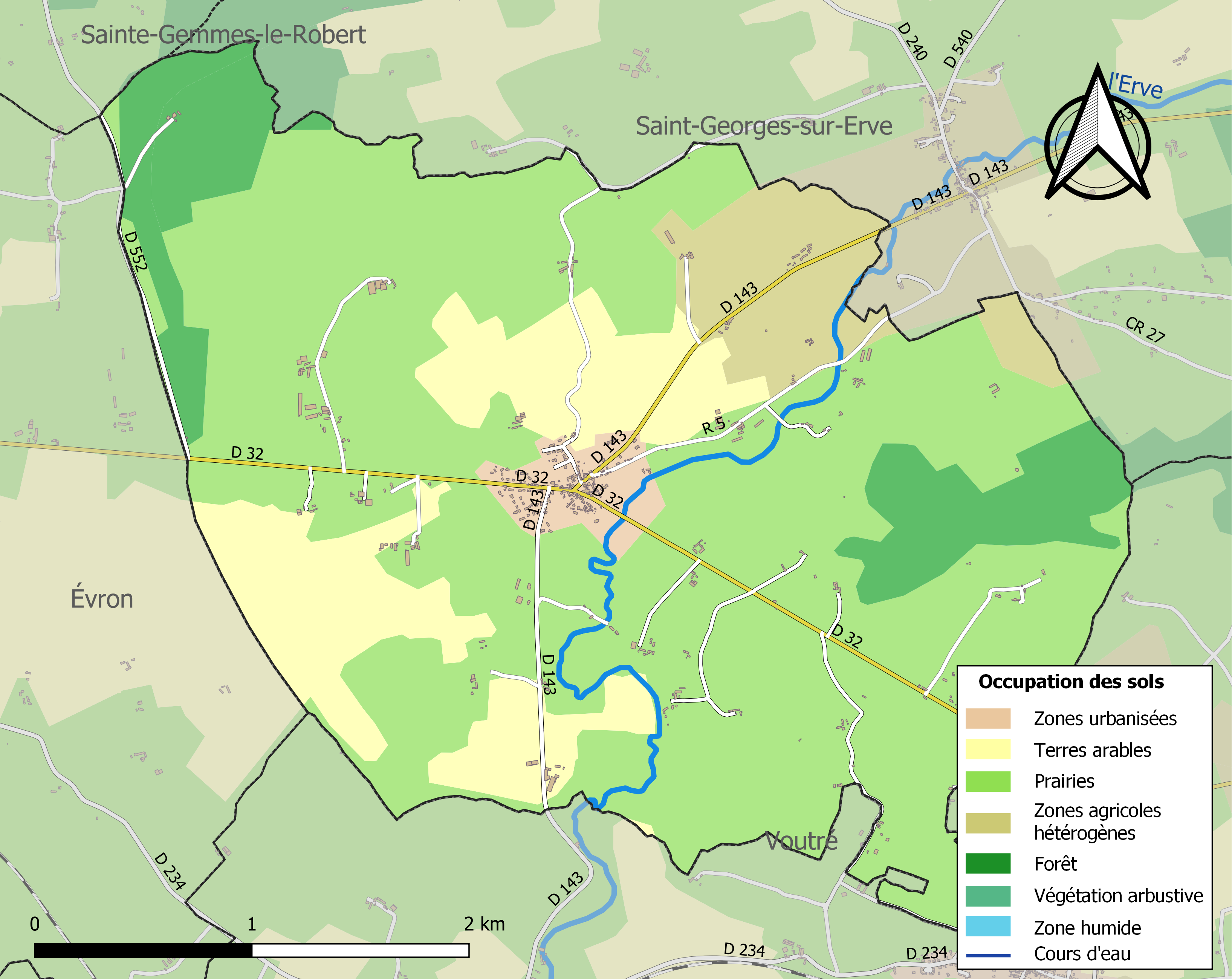
Carte des infrastructures et de l'occupation des sols de la commune en 2018 (CLC).

## Toponymie
La commune d’Assé-le-Bérenger est établie à l'emplacement de l'ancien village d'Aciacus. Elle doit son nom actuel à la famille Bérenger, qui s'y est installée au XIIe siècle.
Le gentilé est Asséen, Asséenne.

## Population et société

### Démographie
L'évolution du nombre d'habitants est connue à travers les recensements de la population effectués dans la commune depuis 1793. Pour les communes de moins de 10 000 habitants, une enquête de recensement portant sur toute la population est réalisée tous les cinq ans, les populations de référence des années intermédiaires étant quant à elles estimées par interpolation ou extrapolation. Pour la commune, le premier recensement exhaustif entrant dans le cadre du nouveau dispositif a été réalisé en 2007.

En 2022, la commune comptait 419 habitants, en évolution de −5,2 % par rapport à 2016 (Mayenne : −0,73 %, France hors Mayotte : +2,11 %).
| 1793 | 1800 | 1806 | 1821 | 1831 | 1836 | 1841 | 1846 | 1851 |
| ---- | ---- | ---- | ---- | ---- | ---- | ---- | ---- | ---- |
| 578  | 613  | 554  | 628  | 655  | 709  | 691  | 750  | 779  |

| 1856 | 1861 | 1866 | 1872 | 1876 | 1881 | 1886 | 1891 | 1896 |
| ---- | ---- | ---- | ---- | ---- | ---- | ---- | ---- | ---- |
| 769  | 769  | 801  | 720  | 703  | 692  | 707  | 658  | 624  |

| 1901 | 1906 | 1911 | 1921 | 1926 | 1931 | 1936 | 1946 | 1954 |
| ---- | ---- | ---- | ---- | ---- | ---- | ---- | ---- | ---- |
| 610  | 560  | 519  | 451  | 429  | 414  | 412  | 369  | 403  |

| 1962 | 1968 | 1975 | 1982 | 1990 | 1999 | 2006 | 2007 | 2012 |
| ---- | ---- | ---- | ---- | ---- | ---- | ---- | ---- | ---- |
| 369  | 348  | 295  | 271  | 298  | 329  | 385  | 393  | 425  |

| 2017 | 2022 | - | - | - | - | - | - | - |
| ---- | ---- | - | - | - | - | - | - | - |
| 450  | 419  | - | - | - | - | - | - | - |

## Lieux et monuments
- Église romane fort ancienne. Elle est placée sous le vocable de saint Thuribe du Mans. Celle qui existe est la troisième qui ait été construite sur le même emplacement, de style néo-gothique, reconstruite dans les années 1870. Jean Poquelin, cousin germain de Molière y fut curé à partir de 1679. C'est une famille Bérenger, qui a donné son surnom à la paroisse jusqu'alors nommé seulement Assé.
- Le château de la Cour dont l'origine remonte au XIe siècle a été profondément remanié sous la Restauration.
- Ancien château de Rouperroux.

## Personnalités liées à la commune
- Jean Poquelin (????-1704), religieux français, cousin de Molière, mort à Assé-le-Bérenger.
- Albert Bruneau (1861-1894), religieux français, né à Assé-le-Bérenger.

## Héraldique
| Blason à dessiner | Blason  | D'azur à la fontaine d'or jaillissant de deux jets d'argent. |
| Blason à dessiner | Détails | Le statut officiel du blason reste à déterminer.             |